# Liste der Bürgermeister von Toronto

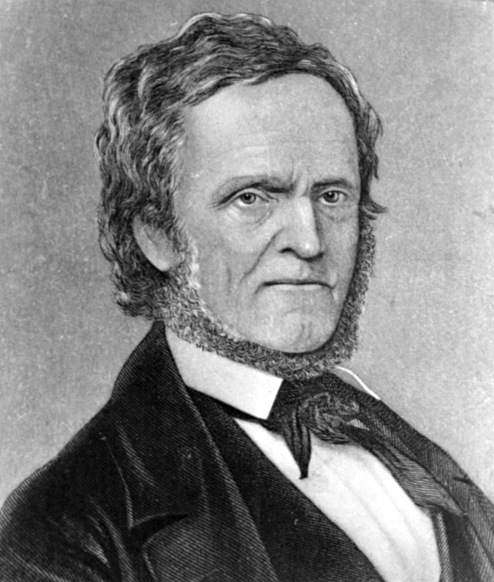
William Lyon Mackenzie war der erste Bürgermeister Torontos.

Diese Liste führt die Bürgermeister von Toronto, der größten Stadt Kanadas.
Kurz nach dem Wechsel des Stadtnamens von „York“ auf „Toronto“ am 6. März 1834 – um sich von New York City besser unterscheiden zu können – erhielt die Stadt am 27. März desselben Jahres ihren ersten Bürgermeister William Lyon Mackenzie (1795–1861). Mackenzie wurde nicht direkt von den Bürgern gewählt, sondern durch den Rat (City Council) berufen. In der Folge geschah dies bis 1857 und später noch von 1867 bis 1874.
Seit 1953 ist Toronto Teil des sogenannten Metropolitan Toronto. Diese Region hatte dieselben Grenzen wie das heutige Toronto, bestand ursprünglich aus 13 Städten und Gemeinden, die ihren eigenen Bürgermeister und Rat hatten. Von 1953 bis 1997 hatte Metropolitan Toronto zusätzlich zum Bürgermeister Torontos einen eigenen Vorsitzenden (Chairman of the Municipality of Metropolitan Toronto).
Seit dem 1. Januar 1998 verschmolz das Metropolitan Toronto zusammen mit den Gebieten North York, Scarborough, Etobicoke, York und East York, die fortan als Stadtbezirke Torontos gelten. Damit gibt es seit diesem Zeitpunkt keine Regionalregierung mehr, dessen Vorsitz der Chairman of the Municipality of Metropolitan Toronto hatte. Der Bürgermeister von Toronto ist Vorsitzender der Stadtregierung, des Toronto City Council, sowie einer Kammer aus 44 Stadträten. Aus diesen Reihen wird ein Vizebürgermeister (Deputy Mayor) gewählt. Seit 2006 dauert die Legislaturperiode des Torontoer Bürgermeisters vier Jahre. Bis auf wenige Ausnahmen wurden in den übrigen Jahren die Bürgermeister von Toronto direkt durch die Bevölkerung gewählt. Der 65. Bürgermeister John Tory amtierte von 2014 bis Februar 2023. Infolge einer Affäre trat er zurück. Die Nachwahl zum Bürgermeister fand am 26. Juni 2023 statt. Die Amtsgeschäfte bis zur offiziellen Amtsübergabe führte einstweilen, allerdings mit eingeschränkten Befugnissen, die stellvertretende Bürgermeisterin Jennifer McKelvie. Olivia Chow gewann die Nachwahl und ist dem 12. Juli 2023 im Amt.

## Liste
Die sieben Bürgermeister, die mit einer Unterbrechung zwei Amtsperioden innen hatten, werden in dieser Liste nur einfach gezählt.
| #                                          | Name (Lebensdaten)                    | Amtszeit                     | Partei                                    | Bemerkungen                                      | Bild |
| ------------------------------------------ | ------------------------------------- | ---------------------------- | ----------------------------------------- | ------------------------------------------------ | ---- |
| 19. Jahrhundert (durch den Rat berufen)    |                                       |                              |                                           |                                                  |      |
| 01.                                        | William Lyon Mackenzie (1795–1861)    | 27. März 1834 – Jan. 1835    | Reformpartei                              |                                                  |      |
| 02.                                        | Robert Baldwin Sullivan (1802–1853)   | Jan. 1835 – Jan. 1836        |                                           |                                                  |      |
| 03.                                        | Thomas David Morrison (1796–1856)     | Jan. 1836 – Jan. 1837        |                                           |                                                  |      |
| 04.                                        | George Gurnett (1792–1861)            | Jan. 1837 – Jan. 1838        | Tory                                      |                                                  |      |
| 05.                                        | John Powell (1809–1881)               | Jan. 1838 – Jan. 1841        |                                           |                                                  |      |
| 06.                                        | George Monro (1801–1878)              | Jan. 1841 – Jan. 1842        |                                           |                                                  |      |
| 07.                                        | Henry Sherwood (1807–1855)            | Jan. 1842 – Jan. 1844        | Tory                                      |                                                  |      |
| 08.                                        | William H. Boulton (1812–1874)        | Jan. 1845 – Jan. 1847        | Konservative Partei Kanadas               |                                                  |      |
| -                                          | George Gurnett                        | Jan. 1848 – Jan. 1850        |                                           | zweite Berufung                                  |      |
| 09.                                        | John George Bowes (1812–1864)         | Jan. 1851 – Jan. 1853        |                                           |                                                  |      |
| 10.                                        | Joshua George Beard (1797–1866)       | Jan. 1854 – Jan. 1855        |                                           |                                                  |      |
| 11.                                        | George William Allan (1822–1901)      | Jan. 1855 – Jan. 1856        | Konservative Partei Kanadas               |                                                  |      |
| 12.                                        | John Beverley Robinson (1821–1896)    | Jan. 1856 – Jan. 1857        | Konservative Partei Kanadas               |                                                  |      |
| 13.                                        | John Hutchison (1817–1859/60)         | Jan. 1857 – Jan. 1858        |                                           |                                                  |      |
| -                                          | William H. Boulton                    | Jan. 1858 – 10. Nov. 1858    |                                           | zweite Berufung                                  |      |
| 14.                                        | David Breakenridge Read (1823–1904)   | 11. Nov. 1858 – Jan. 1859    |                                           | kürzeste Amtszeit eines Torontoer Bürgermeisters |      |
| 19. Jahrhundert (durch die Bürger gewählt) |                                       |                              |                                           |                                                  |      |
| 15.                                        | Sir Adam Wilson (1814–1891)           | Jan. 1859 – Jan. 1861        |                                           |                                                  |      |
| -                                          | John George Bowes                     | Jan. 1861 – Jan. 1864        |                                           | zweite Amtszeit                                  |      |
| 16.                                        | Francis Henry Medcalf (1803–1880)     | Jan. 1864 – Jan. 1867        |                                           |                                                  |      |
| 19. Jahrhundert (durch den Rat berufen)    |                                       |                              |                                           |                                                  |      |
| 17.                                        | James Edward Smith (1831–1892)        | Jan. 1867 – Jan. 1869        |                                           |                                                  |      |
| 18.                                        | Samuel Bickerton Harman (1819–1892)   | Jan. 1869 – Jan. 1871        |                                           |                                                  |      |
| 19.                                        | Joseph Sheard (1813–1883)             | Jan. 1871 – Jan. 1873        |                                           |                                                  |      |
| 20.                                        | Alexander Manning (1819–1903)         | Jan. 1873 – Jan. 1874        |                                           |                                                  |      |
| 19. Jahrhundert (durch die Bürger gewählt) |                                       |                              |                                           |                                                  |      |
| -                                          | Francis Henry Medcalf                 | Jan. 1874 – Jan. 1876        |                                           | zweite Amtszeit                                  |      |
| 21.                                        | Angus Morrison (1822–1882)            | Jan. 1876 – Jan. 1879        | Konservative Partei Kanadas               |                                                  |      |
| 22.                                        | James Beaty (1831–1899)               | Jan. 1879 – Jan. 1881        | Konservative Partei Kanadas               |                                                  |      |
| 23.                                        | William Barclay McMurrich (1842–1939) | Jan. 1881 – Jan. 1883        |                                           |                                                  |      |
| 24.                                        | Arthur Radcliffe Boswell (1838–1925)  | Jan. 1883 – Jan. 1885        |                                           |                                                  |      |
| -                                          | Alexander Manning                     | Jan. 1885 – Jan. 1886        |                                           | zweite Amtszeit                                  |      |
| 25.                                        | William Holmes Howland (1844–1893)    | Jan. 1886 – Jan. 1888        |                                           |                                                  |      |
| 26.                                        | Edward Clarke (1850–1905)             | Jan. 1888 – Jan. 1892        | Konservative Partei Kanadas               |                                                  |      |
| 27.                                        | Robert John Fleming (1854–1925)       | Jan. 1892 – Jan. 1894        |                                           |                                                  |      |
| 28.                                        | Warring Kennedy (1827–1904)           | Jan. 1894 – Jan. 1896        |                                           |                                                  |      |
| -                                          | Robert John Fleming                   | Jan. 1896 – 5. Aug. 1897     |                                           | zweite Amtszeit                                  |      |
| 29.                                        | John Shaw (1837–1917)                 | 6. Aug. 1897 – Jan. 1899     | Konservative Partei Kanadas               |                                                  |      |
| 20. Jahrhundert (erste Hälfte)             |                                       |                              |                                           |                                                  |      |
| 30.                                        | Ernest Macdonald (1858–1902)          | Jan. 1900 – Jan. 1901        |                                           |                                                  |      |
| 31.                                        | Oliver Aiken Howland (1847–1904)      | Jan. 1901 – Jan. 1903        | Konservative Partei Kanadas               |                                                  |      |
| 32.                                        | Thomas Urquhart (1858–1931)           | Jan. 1903 – Jan. 1906        | Liberale Partei Kanadas                   |                                                  |      |
| 33.                                        | Emerson Coatsworth (1854–1943)        | Jan. 1906 – Jan. 1908        | Konservative Partei Kanadas               |                                                  |      |
| 34.                                        | Joseph Oliver (1852–1922)             | Jan. 1908 – Jan. 1910        |                                           |                                                  |      |
| 35.                                        | George Reginald Geary (1873–1954)     | Jan. 1910 – Jan. 1912        | Konservative Partei Kanadas               |                                                  |      |
| 36.                                        | Horatio Clarence Hocken (1857–1937)   | Jan. 1912 – Jan. 1915        | Konservative Partei Kanadas               |                                                  |      |
| 37.                                        | Thomas Langton Church (1870–1950)     | Jan. 1915 – Jan. 1922        | Konservative Partei Kanadas               |                                                  |      |
| 38.                                        | Charles Maguire (1875–1949)           | Jan. 1922 – Jan. 1924        |                                           |                                                  |      |
| 39.                                        | William Hiltz (1873–1936)             | Jan. 1924 – Jan. 1925        |                                           |                                                  |      |
| 40.                                        | Thomas Foster (1852–1945)             | Jan. 1925 – Jan. 1928        | Unionist Party                            |                                                  |      |
| 41.                                        | Samuel McBride (1866–1936)            | Jan. 1928 – Jan. 1930        |                                           |                                                  |      |
| 42.                                        | Bert Sterling Wemp (1889–1976)        | Jan. 1930 – Jan. 1931        |                                           |                                                  |      |
| 43.                                        | William James Stewart (1889–1969)     | Jan. 1931 – Jan. 1935        | Progressive Conservative Party of Ontario |                                                  |      |
| 44.                                        | James Simpson (1873–1938)             | Jan. 1935 – Jan. 1936        | Ontario New Democratic Party              |                                                  |      |
| -                                          | Samuel McBride                        | Jan. – 10. Nov. 1936         |                                           | zweite Amtszeit                                  |      |
| 45.                                        | William D. Robbins (1874–1952)        | Nov. 1936 – Jan. 1938        |                                           |                                                  |      |
| 46.                                        | Ralph Day (1889–1976)                 | Jan. 1938 – Jan. 1941        |                                           |                                                  |      |
| 47.                                        | Frederick Conboy (1882–1949)          | Jan. 1941 – Jan. 1945        | Konservative Partei Kanadas               |                                                  |      |
| 48.                                        | Robert Hood Saunders (1903–1955)      | Jan. 1945 – 1. März 1948     |                                           |                                                  |      |
| 49.                                        | Hiram McCallum (1899–1989)            | März 1948 – Jan. 1952        |                                           |                                                  |      |
| 50.                                        | Allan Lamport (1903–1999)             | Jan. 1952 – Juni 1954        | Ontario Liberal Party                     |                                                  |      |
| Ära des Metropolitan Toronto (1953–1997)   |                                       |                              |                                           |                                                  |      |
| 51.                                        | Leslie Howard Saunders (1899–1994)    | Juni 1954 – Jan. 1955        |                                           |                                                  |      |
| 52.                                        | Nathan Phillips (1892–1976)           | Jan. 1955 – Jan. 1963        | Progressive Conservative Party of Ontario |                                                  |      |
| 53.                                        | Donald Dean Summerville (1915–1963)   | Jan. 1963 – 22. Nov. 1963    | Progressive Conservative Party of Ontario |                                                  |      |
| 54.                                        | Philip Gerald Givens (1922–1995)      | Nov. 1963 – Jan. 1967        | Liberale Partei Kanadas                   |                                                  |      |
| 55.                                        | William Dennison (1905–1981)          | Jan. 1966 – Jan. 1973        | Neue Demokratische Partei                 |                                                  |      |
| 56.                                        | David Crombie (* 1936)                | Jan. 1972 – 1. Sep. 1978     | Progressive Conservative Party of Ontario |                                                  |      |
| 57.                                        | Fred Beavis (1914–1997)               | 1. Sep. – 30. Nov. 1978      |                                           |                                                  |      |
| 58.                                        | John Sewell (* 1940)                  | 1. Dez. 1978 – 1. Dez. 1980  | Neue Demokratische Partei                 |                                                  |      |
| 59.                                        | Art Eggleton (* 1943)                 | 1. Dez. 1980 – 3. Dez. 1991  | Liberale Partei Kanadas                   | längste Amtszeit eines Torontoer Bürgermeisters  |      |
| 60.                                        | June Rowlands (1924–2017)             | 3. Dez. 1991 – 1. Dez. 1994  | Liberale Partei Kanadas                   | erste Frau in diesem Amt                         |      |
| 61.                                        | Barbara Hall (* 1946)                 | 3. Dez. 1994 – 2. Jan. 1997  | parteilos                                 |                                                  |      |
| 21. Jahrhundert                            |                                       |                              |                                           |                                                  |      |
| 62.                                        | Mel Lastman (1933–2021)               | 2. Jan. 1998 – 1. Dez. 2003  | Progressive Conservative Party of Ontario |                                                  |      |
| 63.                                        | David Miller (* 1958)                 | 1. Dez. 2003 – 1. Dez. 2010  | parteilos                                 |                                                  |      |
| 64.                                        | Rob Ford (1969–2016)                  | 1. Dez. 2010 – 1. Dez. 2014  | parteilos                                 |                                                  |      |
| 65.                                        | John Tory (* 1954)                    | 1. Dez. 2014 – 17. Feb. 2023 | Progressive Conservative Party of Ontario |                                                  |      |
| 66.                                        | Olivia Chow (* 1957)                  | 12. Juli 2023 –              | Neue Demokratische Partei                 |                                                  |      |